# Boxberg (Heidelberg)
Der Boxberg ist ein Stadtteil von Heidelberg.
Der Stadtteil liegt zwischen 210 und 270 m ü. NN im Süden von Heidelberg am Westhang des Königstuhlmassivs über Heidelberg-Rohrbach, nördlich des Stadtteils Emmertsgrund. Er hat eine Fläche von 54 ha und dehnt sich 1350 m in Nord-Süd-Richtung und 600 m in Ost-West-Richtung aus.

## Geschichte

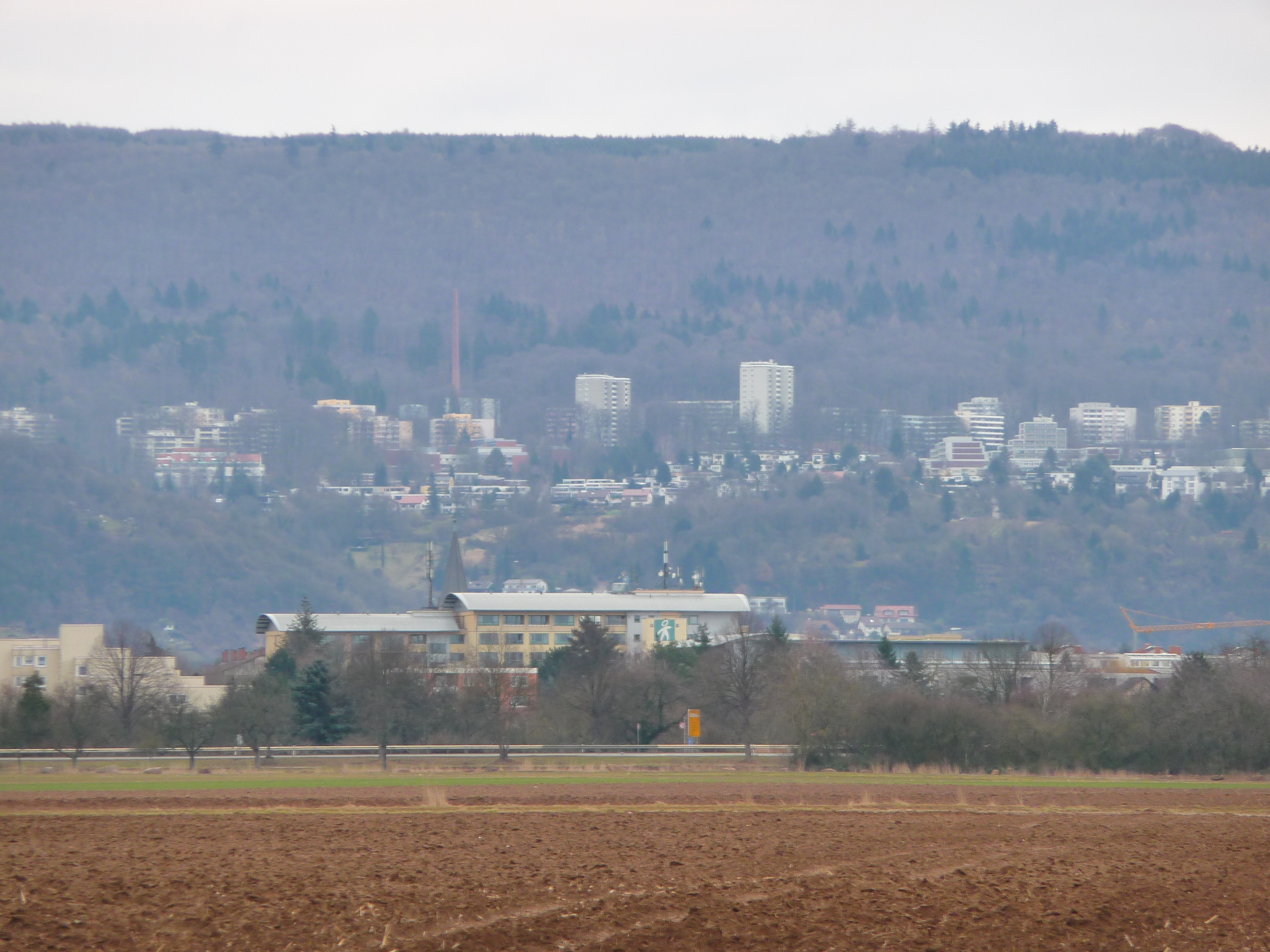
Blick auf den Boxberg am südlichen Gaisberg

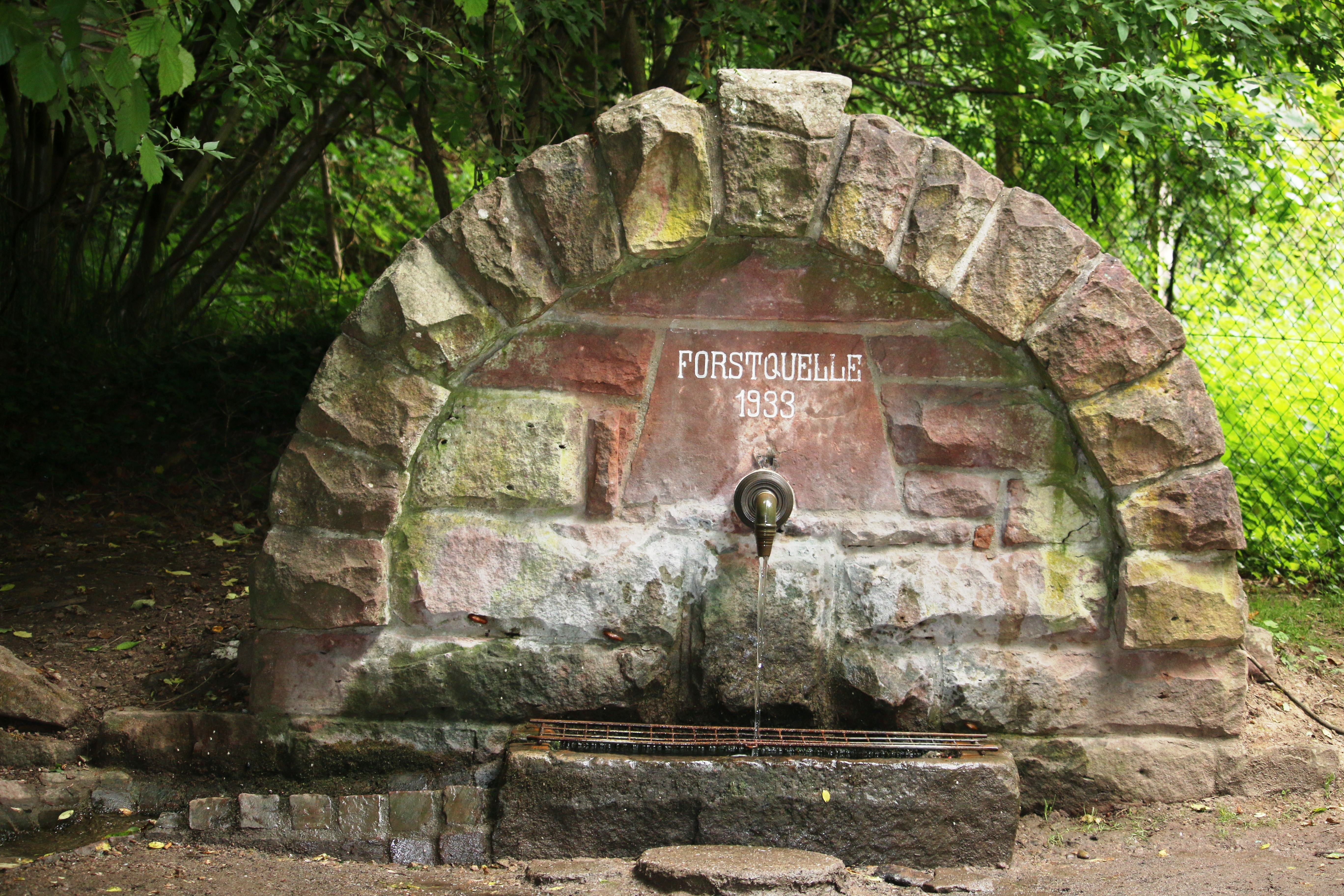
Kulturdenkmal Forstquelle am Boxberg (Heidelberg)

→ Siehe auch: Geschichte Heidelbergs
Der Boxberg war zunächst eine durch die damals noch selbständige Gemeinde Rohrbach (heute Stadtteil Rohrbach) vorgenommene Rodung, die landwirtschaftlich genutzt und im Osten durch Wald begrenzt wurde. Die Waldgrenze verläuft noch heute entlang der Straße „Am Waldrand“. 1930 legte man dort einen Waldsportplatz an, an dessen Stelle sich heute die Sportanlage des TB Rohrbach-Boxberg befindet.
Die Planungen für die Waldparksiedlung Boxberg haben in den 1950er Jahren begonnen und umfassten die Wiesengrundstücke und Teile des sich daran anschließenden Waldes. Bereits im Flächennutzungsplan von 1957 ist das Gebiet des Boxberges als Wohnbaufläche ausgewiesen. Der Bebauungsplan wurde am 28. April 1960 vom Gemeinderat beschlossen. Die Vorgaben lauteten, Wohnungen für 6.000 Einwohner mit der notwendigen Infrastruktur zu schaffen, ohne das Landschaftsbild in seinen Grundzügen zu stören: Höhergeschossige Wohnungen wurden in den Waldbereich und Einfamilienwohnhäuser auf die nach Rohrbach gelegenen Wiesenstücke gebaut.
Im Oktober 1962 bezogen die ersten Mieter die Wohnungen in den Häusern an der Forstquelle. Einen Monat später wurde der Boxberg mit einer Buslinie an die Kernstadt angebunden.
Im Januar 1963 wurde der Schulbetrieb in zwei Schulpavillons aufgenommen. Die heutige Waldparkschule wurde im November 1967 eingeweiht und in den folgenden Jahren als Grund- und Hauptschule geführt. Ab Ende der 1990er Jahre war auch ein Werkrealschulabschluss möglich. Nachdem es in den 2000er Jahren aufgrund sinkender Schülerzahlen im Hauptschulbereich Überlegungen zur Schließung der Sekundarstufe gab, wird die Waldparkschule stattdessen seit 2013 als eine von zwei Heidelberger Gemeinschaftsschulen geführt.
1964 feierte man das Richtfest des heutigen Einkaufszentrums. Das erste Geschäft auf dem Boxberg eröffnete jedoch bereits Jahre zuvor. 1972 wurde die Katholische Pfarrkirche St. Paul eingeweiht.